# 贝特朗·克洛泽尔

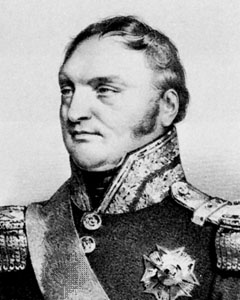
贝尔特朗·克洛泽尔

贝特朗，克洛泽尔伯爵（法語：Bertrand, comte Clauzel，1772年12月12日—1842年4月21日），法国元帅，生于阿列日省米尔普瓦。1791年法国大革命战争时将领和阿尔及利亚总督（1835年－1837年）。

## 生平

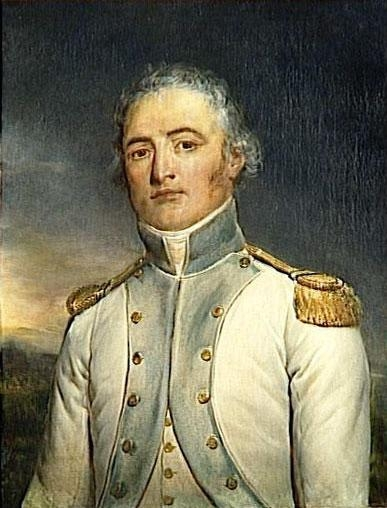
1792年的贝朗泽尔

### 出身
他来自康塔尔省锅炉制造商（圣塞尔南和圣沙芒）的一个家庭，是国民公会代表让·巴蒂斯特·克洛泽尔（Jean-Baptiste Clauzel）的侄子。

### 大革命时期

#### 初次战役
贝特朗·克洛泽尔（Bertrand Clauzel）选择了武器职业，1791年10月14日，他成为皇家舰队（Royal Vasseaux）的少尉，加入第43步兵连。然而，国民立法议会宣布路易十六下台，迫使他于1792年9月15日辞职。1793年4月14日，他在比利牛斯军团的一个志愿营重新服役，军衔为骑兵队长。1794年4月5日，他被任命为东比利牛斯陆军总参谋部的副官兼营长，1795年6月13日，他成为副官兼旅长。1795年3月16日，他负责将从西班牙人和葡萄牙人手中夺走的24面旗帜带到巴黎，并将其提交国民公会。
1795年7月22日与西班牙签订巴塞尔和约后，他陪同佩里尼翁将军于1795年12月被派往马德里大使馆。1797年9月，特吕盖海军上将接替大使后，他返回法国。1798年3月，他在英格兰军团担任格鲁希将军的参谋长，几个月后，他跟随格鲁希加入意大利军团。

#### 意大利战役
当时，儒贝尔将军前面是俄国人和奥地利人，他们在阿迪杰河上行进，后面是撒丁国王卡洛·埃马努埃莱四世的军队，尽管这位国王承诺向法国军队提供10000人的特遣队。儒贝尔在霜月7日（11月27日）命令格鲁希将军指挥都灵城堡，并在11日由他的参谋长絮歇写给他的信中补充道：“我们军队的第一次行动难道不可能赢得国王的忏悔者，并让他决定他的忏悔者退位吗？国王陛下的这一行为将使革命生效……退位行为必须命令皮埃蒙特人和军队保持冷静，服从临时政府：否则，它只会导致人民起义。“格鲁希将军服从并开始了交易，然后他指示他的参谋长克洛泽尔在他的影响下跟进开始的谈判。因此，克洛泽尔表面上继续向卡洛·埃马努埃莱移交所有据点和所有皮埃蒙特军队的指挥权，而不公开地要求国王退位。霜月17日（12月7日），整个王室前往帕尔马，随后前往佛罗伦萨。格鲁希将军写信给儒贝尔：
我所使用的手段和我必须克服的各种困难的细节将由我的副官（克洛泽尔）转交给你，他以热情、精力和奉献精神支持我。
格鲁希在雪月9日（12月29日）写给督政府的信结尾写道：“市民督政官们，请允许我指定克洛泽尔副官在我的所有行动中为我提供了完美的帮助。“撒丁国王送给他画廊里最好的画作之一，赫里特·道的《水肿的女人》（La Femme Hydropique），叶卡捷琳娜二世和保罗一世先后向他赠送了100万幅画。克洛泽尔向督政府（1798年12月12日的信）致敬，督政府正急于丰富卢浮宫博物馆馆藏。1799年2月5日，他被任命为准将，在总司令的报告中多次提到他，特别是在诺维战役中，他清除了受到严重威胁的军队左翼。雾月政变后，执政府于1801年7月1日解雇了他，他离开了意大利。

### 执政府和帝国时期

#### 圣多明各远征
共和十年雾月11日（1801年11月2日）隶属于圣多明各远征队，负责在奴隶起义后重建法国的权威，“上尉将军”勒克莱尔任命克洛泽尔为共和十一年葡月2日（1802年9月24日）少将，1802年12月18日，勒克莱尔去世后的总司令罗尚博确认了这一晋升。克洛泽尔在他的命令下占领了和平港和皇太子堡；他负责指挥法兰西角市，使其处于最佳防御状态。他还充分参与组织酷刑、虐待和即决处决政策。
共和十二年（1804年8月至9月），由于与首席将军罗尚博意见不合，他与皮埃尔·图弗诺将军一起被送回法国。第十二年生发23日（1804年4月13日），它被列入陆军总参谋部的名册，并于同一天退役；12月25日，他被授予荣誉军团指挥官十字勋章，但失业将近两年。

#### 达尔马提亚军团
皇帝最终决定于1805年11月18日将其交给北部军团，并于1806年3月26日交给荷兰军团。1806年，他再次被派往意大利军团，由欧仁·德·博阿尔内指挥，他负责掌控那不勒斯军团的所有仓库。1808年1月8日，他加入达尔马提亚军团，并于3月19日获得帝国男爵头衔——1810年6月11日，他收到了爵位证书。正是在这个时候，他被任命为拉古萨省总督。1809年7月，达尔马提亚军团成为大军团的第11军团。瓦格拉姆战役后的和平时期结束，克劳泽尔指挥第11军团，负责占领伊利里亚行省。

#### 葡萄牙军团和半岛战争
1809年7月17日，他被任命为荣誉军团的高级军官，并被派往西班牙与朱诺将军和马塞纳元帅会面。12月29日，他成为西班牙军团第8军团第1师的负责人，该师是葡萄牙军团的一部分。在阿斯托尔加之围期间，他击败并将驻扎在自由镇的西班牙部队推回加利西亚。在索布拉尔英勇战斗后，他抵抗了一个数量更大的敌人，包围了罗德里戈城。1811年5月，葡萄牙军团进入西班牙，在克洛泽尔领导的一次令人难忘的撤退后，经常被比作从俄罗斯撤退，他们在马尔蒙元帅的指挥下，克洛泽尔接管了北部军团的指挥权。但1812年7月22日，在萨拉曼卡（阿拉皮莱斯）战役中，马尔蒙和他的副手博内将军在交战的最初几分钟被弹片击伤。克洛泽尔接管了指挥权：
这场战斗在没有资源的情况下失败了，法军被歼灭了，但当克洛泽尔将军出现在最关键的时刻，他恢复了秩序，并在战场上一直呆到晚上……克洛泽尔将军的精彩行动尽可能地修复了已经造成的伤害，并为这位熟练的战术家赢得了阿拉皮莱斯不幸英雄的绰号。
在这一天，他拯救了军队，并将即将到来的溃败变成了一次明智的撤退。然而，由于右脚中弹受伤，他于8月18日将指挥权移交给
苏昂将军，并要求休假。1813年1月和4月，他被任命为西班牙北部军团总司令，并获得留尼汪大十字勋章，参加了6月21日开始的维多利亚战役，法军溃败后，通过哈卡和奥洛龙撤回本国，没有任何战斗。7月6日，他被授予西班牙左翼军团（包括北部军团）的指挥权，从这一天起，直到1814年4月10日马尔蒙在图卢兹战役中投降，克洛泽尔面临着一系列漫长的战斗，最终于1814年2月27日在奥尔泰兹战役后结束。当威灵顿通知法国军队皇帝退位时，克洛泽尔首先在将军会议上表示，在皇帝本人或通过其少将发出通知之前，不应考虑这一通知。他是1814年最后一批放下武器的人之一。

### 复辟时期

#### 第一次复辟和百日王朝
1814年6月1日，他被封为圣路易骑士，12月30日被任命为步兵总监，他于8月10日申请，并于1815年2月14日获得荣誉军团大十字勋章。1813年，拿破仑在没有公布证书的情况下授予他的伯爵头衔也得到了确认。
他是第一批在拿破仑从厄尔巴岛返回时宣布支持拿破仑的人之一，他接管了波尔多的指挥权，并平息了昂古莱姆公爵夫人煽动的叛乱运动。他首先被任命为第11军事师临时总督，然后担任东比利牛斯观察团总司令，5月28日成为第11和第20军事师的永久总督，并于6月2日被提升为法国贵族。他反对南部军团的首领，对入侵法国南部的敌人进行有力抵抗。滑铁卢战役后，他反对在波尔多悬挂白旗，命令第66步兵团在广场上按战斗序列向保皇党集会开火，并成立了一个军事委员会。7月22日，拿破仑失去了与他指挥的军队会合的希望，正如他所希望的那样，他命令驻军撤离波尔多，并让复辟的旗帜升起。

#### 流亡
根据1815年7月24日法令第1条，该条命令逮捕“3月23日之前背叛国王的将军和军官”，向卢瓦尔河军团投降的克洛泽尔必须逃避对他的起诉，并于11月设法前往美国，在海地国王亨利·克里斯托夫和佩蒂翁总统的帮助下，他们宣布向拯救克洛泽尔的船长提供奖励。1816年9月11日，第一军事师第二战争委员会缺席判处他死刑。值得注意的是，这项命令违反了路易十八全权代表三周前于1815年7月3日在圣克卢签署的《军事公约》，其中第十二条明确规定：“他们应继续享有与他们所担任或可能担任的职务、行为和政治观点有关的权利和自由，不得以任何方式受到骚扰或通缉。”
他成为殖民地葡萄树和橄榄树协会（Sociétécoloniale de la Vigne et de l'Olivier）的股东之一，该协会于1817年由数百名来自圣多明戈的法国种植园主和帝国的前将军，如夏尔·勒菲弗·德努埃特（Charles Lefebvre Desnouettes）和弗朗索瓦·安托万·拉勒芒（François Antoine Lallemand）在前法属路易斯安那的广大领土上成立。1820年他回到欧洲，在图卢兹附近的塞库里厄，他要求修改对他的判决，7月20日的一项法令宣布他被包括在大赦中，并恢复了他的所有权利、头衔、军衔和荣誉。

#### 选举进入法国众议院
1829年3月26日，在西班牙军团一名前士官的鼓动下（曾在阿拉皮莱斯战役中被克洛泽尔救回一命），克洛泽尔击败了若贝尔伯爵被阿登省选举团选为1名众议院代表，并成为勒泰勒区的一名有影响力的选民。他是众议院221名反对党议员中的一员，并于1830年7月12日在阿登第二区（勒泰勒区）再次击败若贝尔伯爵当选。

### 七月王朝和征服阿尔及利亚
1830年7月底，克洛泽尔在七月革命后来到他的土地上，很快就为新国王服务，新国王于8月12日任命他为非洲军团总司令。这一任命迫使他在选民面前再次参选，选民于1830年10月21日延长了他的任期。

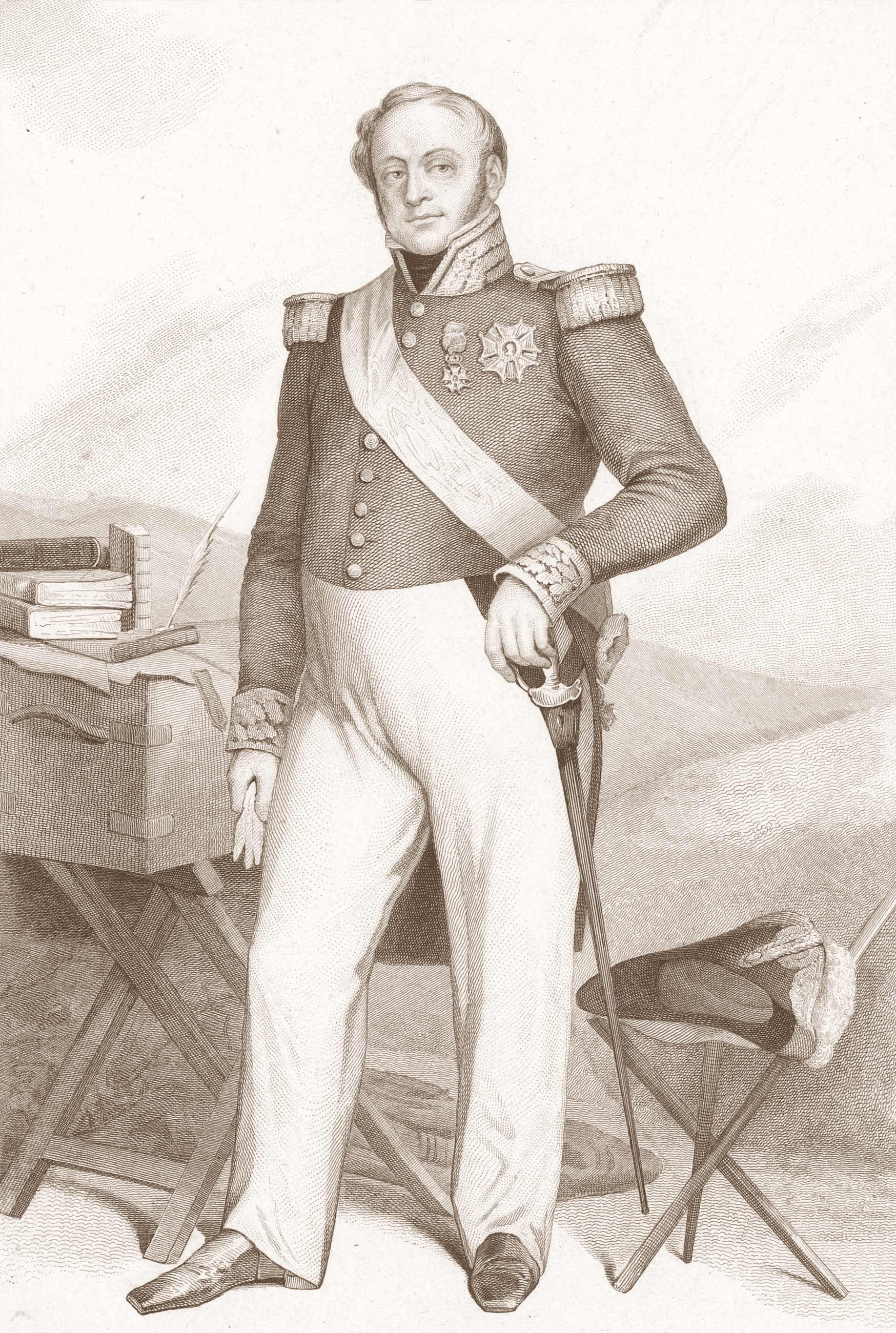
克洛泽尔将军，尚马丹创作的雕版画

#### 第一次前往阿尔及利亚
作为阿尔及利亚军队的总司令抵达阿尔及尔后，他让军队采用了新的三色旗帜，在非洲海岸建立了一些机构，并试图首先发起殖民运动。
在军事上，他占领了卜利达，在他的指挥下，法国军队屠杀800名手无寸铁的居民，以报复在战斗中丧生的21名法国士兵。随后，他与
绍恩堡上校的部队一起攻占了麦迪亚，随后三色旗在阿特拉斯山顶飘扬。由于不得不将君士坦丁和瓦赫兰割让给突尼斯王子，他因此被撤职，并于10月由贝尔特泽纳将军取代。
1831年3月8日，他被任命指挥第8师和第9师，这一任命仍然是一纸空文。1831年7月5日，他在勒泰勒再次当选，击败了市长萨瓦先生。1831年7月30日，国王将他提升为法国元帅。他必须再次参选，但在9月1日被选举委员会确认为议员。国王给予的高度支持并不妨碍他积极反对佩里埃和苏尔特两任内阁。1834年6月21日，他再次在勒泰勒再次当选，当时选民将他保留在众议院，但他也在阿列日省（帕米耶）第一选举团中当选，击败德·桑特纳克先生。他选择了勒泰勒，在那里他继续支持自由主义思想和在阿尔及利亚的事业。

#### 第二次前往阿尔及利亚和任命为总督
1832年回到阿尔及利亚后，他于1834年占领了盖勒马，并在那里建立了一个永久营地。1835年7月8日，他被任命为总督，与埃米尔阿卜杜·卡迪尔发生冲突：他拿走并焚烧了埃米尔的首都穆阿斯凯尔。1836年11月，他发起了第一次远征君士坦丁，这座城市仍在艾哈迈德·贝手中，但由于缺乏增援和足够的资源而失败。这一失败最终结束了他的军事生涯，1837年2月12日，他被当雷蒙将军取代。克洛泽尔不再有指挥权。他继续在众议院任职，1837年11月4日再次当选，1839年3月2日继续当选。路易·拿破仑·波拿巴试图将克洛泽尔与他的事业联系起来，于1839年通过德波特男爵（Baron Desportes）与他联系，但元帅拒绝参与波拿巴的阴谋，这场阴谋将在第二年导致在滨海布洛涅的惨败。
1842年4月21日，他在桑特加贝勒的瑟库里约城堡死于卒中，当时他正处于最后一个任期，担心自己的命运变得糟糕。

### 家庭
贝特朗·克洛泽尔是加布里埃尔·克洛泽尔——商人、米尔普瓦市长、米尔普瓦区检察官、阿列日省执行委员会成员和布朗什·卡斯特尔的长子，贝特朗·克洛泽尔于1804年1月4日在纽约与玛丽·亨丽埃特·亚当（Marie Henriette Adam）结婚，她是让-皮埃尔·拉尔吉耶的遗孀，也是皮埃尔-米歇尔·亚当的女儿，他是圣多明各邮政局的农民将军，太子港和安妮·勒内格尔军事医院的承包商。他的子嗣包括：
- 亨利（1804-1862），第二代克洛泽尔伯爵。
- 让娜·加布丽埃勒·布朗什 （1805-1887）
- 加布里埃尔（1813年出生，早卒）
- 加布里埃尔·布吕诺·让·亨利（1815-1884），第三代克洛泽尔伯爵
  - 勒内（1843-1915），第四代克洛泽尔伯爵
  - 加斯顿（1845-1927），第五代克洛泽尔伯爵

## 头衔
- 帝国克劳泽尔男爵（1809年8月15日法令，1810年6月11日证书（圣克卢））；
- 帝国克洛泽尔伯爵（1813年法令，1814年12月31日确认，无证书）；

## 勋章
- 荣誉军团勋章：
  - 军团勋章（1804年3月25日）
  - 指挥官勋章（1804年6月14日）
  - 大军官勋章（1809年7月17日）
  - 大十字勋章（1815年2月14日）
- 留尼旺大十字勋章（1813年4月3日）
- 圣路易骑士勋章（1814年6月1日）

## 政治职务
- 法国贵族院议员（百日王朝时期）
- 众议院阿登省议员

## 致敬
拿破仑说：
那些似乎必定崛起的将军，未来的命运，是热拉尔、克洛泽尔、富瓦和拉马克。他们是我的新元帅。
克洛泽尔的名字被刻在巴黎凯旋门上（西方支柱，第34列）。
巴黎第九区有一条克洛泽尔路（Rue Clauzel）。